# Simonton
Simonton é uma cidade localizada no estado norte-americano de Texas, no Condado de Fort Bend.

## Demografia
Segundo o censo norte-americano de 2000, a sua população era de 718 habitantes.
Em 2006, foi estimada uma população de 885, um aumento de 167 (23.3%).

## Geografia
De acordo com o United States Census Bureau tem uma área de
5,2 km², dos quais 5,2 km² cobertos por terra e 0,0 km² cobertos por água.

## Localidades na vizinhança
O diagrama seguinte representa as localidades num raio de 16 km ao redor de Simonton.